# Harsiesi Ier
Harsiesi Ier (ou Horsaïset Ier) est un roi de Thèbes à la fin de la première partie de la XXIIe dynastie.

## Attestations
Le roi est bien attesté à Thèbes. En effet, en plus de sa sépulture située à Médinet Habou, il construit une avant-porte devant le IVe pylône du temple d'Amon, il est également le commanditaire de plusieurs inscriptions dans ce même temple ainsi que celui de Khonsou voisin. Une stèle, aujourd'hui à Berlin, le montre accompagné de la divine adoratrice d'Amon Karomama Mérytmout devant le dieu Amon-Kamoutef.

## Biographie
Rien n'est certain à son propos : s'est-il proclamé roi avant ou au début du règne d'Osorkon II ? est-il un descendant d'une famille de grands prêtres thébains ou d'une lignée collatérale de la famille sheshonqides ? est-il un corégent plus ou moins officiel du roi bubastite ou un roi en révolte ?
Sur l'une des statues de Nakhtefmout, trésorier et quatrième prophète d'Amon, sont gravées les titulatures d'II et d'Horsaïset Ier, assurant ainsi que ce dernier a régné au moins en partie au cours du règne d'Osorkon II. De plus, Osorkon II n'est pas attesté avant l'an XII à Thèbes. Ainsi, soit Horsaïset est un roi en révolte et a régné avant l'an XII d'Osorkon II, soit il est un roi en corégence, son règne peut donc être situé n'importe quand au cours du règne d'Osorkon II. Enfin, Horsaïset Ier a parfois été assimilé au fils nommé Horsaïset du grand prêtre d'Amon Sheshonq, le fils d'Osorkon Ier et de Maâtkarê. Si un tel lien est possible, il n'est pas assuré. Gerard Broekman a suggéré le fait qu'Horsaïset Ier a régné en parallèle du règne de Takélot Ier et avec les grands prêtres d'Amon Iouwelot et Nesbanebdjed III, ce qui expliquerait leurs inscriptions nilométriques datées d'un règne non nommé.
Ce qui est sûr en revanche, c'est qu'il a nommé son fils, dont le nom complet est perdu (...dou...), au poste de grand prêtre d'Amon (son existence est connue par des inscriptions sur ses objets funéraires trouvés à Coptos). De plus, l'une de ses filles, Asetouret, a épousé un notable thébain nommé également Horsaïset (en), tandis qu'une seconde, Tadouttanebethen, a été enterrée à Abydos.

## Identité
Kenneth Anderson Kitchen pensait, dans son ouvrage publié pour la première fois en 1972, que le grand prêtre d'Amon Horsaïset et le roi Horsaïset ne faisait qu'un et qu'il avait nommé son fils ...dou... à son poste de grand prêtre d'Amon lorsqu'il est devenu roi. Karl Jansen-Winkeln a par la suite démontré qu'il s'agissait de deux personnes distinctes, le roi Horsaïset Ier ayant vécu avant Horsaïset II.

## Sépulture
Sa tombe se situe dans le complexe de Médinet Habou. La cuve était à l'origine destinée à Hénoutmirê, l'une des filles de Ramsès II, tandis que le couvercle à tête de faucon ressemble à celui de Sheshonq II. Quatre jarres canopes ont été trouvées mais aucune trace des couvercles n'a survécu, ce qui suggère que ces objets ont pu être en bois.

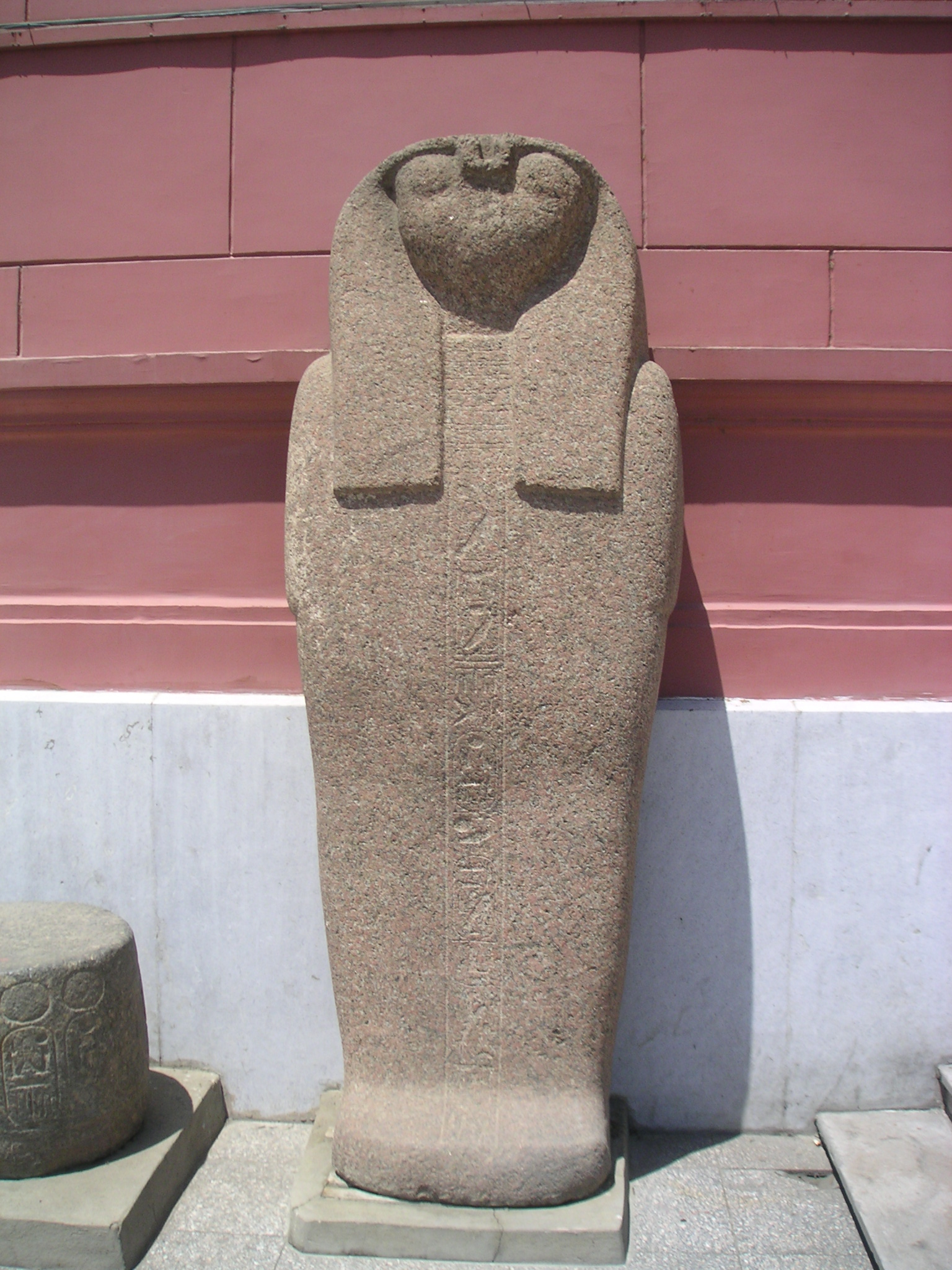
Sarcophage hiéracocéphale du pharaon thébain Harsiésis